# SDガンダム外伝NEO 禁じられた魔法
『SDガンダム外伝NEO 禁じられた魔法』（エスディーガンダムがいでんネオ きんじられたまほう）は、バンダイの玩具カードダスを中心とした企画で、騎士ガンダムシリーズの第15作である。2024年7月にシリーズ第1弾である「竜神の巫女」が発売された。

## 概要
SDガンダム外伝35周年記念作。騎士ガンダムシリーズの第15作で、カードダスのシリーズとしては第13作。登場人物は主に『機動戦士ガンダム 水星の魔女』のキャラクターや兵器がモデルになっている。

## 登場人物

### 竜の里
騎士ガンダム・ルブリス（ガンダム・ルブリス)
剣士ガンダム・ルブリスジュニア（ガンダム・ルブリス 量産試作モデル)
魔法騎士ガンダム・エアリアル（ガンダム・エアリアル)
魔道士スレッタ（スレッタ・マーキュリー)
召喚士プロスペラ（プロスペラ)
精霊エリクト（エリクト・サマヤ)
召喚士プロスペラが呼び出した精霊。
精霊スピリットガイスト
召喚士プロスペラが呼び出した炎の精霊
精霊アイスバーン
召喚士プロスペラが呼び出した氷の精霊
巫女ミオリネ（ミオリネ・レンブラン)
戦士デミトレーナー（デミトレーナー チュチュ専用機)
ハンターデミトレーナー（デミトレーナー)
ハンターチュチュ（チュアチュリー・パンランチ)
ハンターケナンジ（ケナンジ・アベリー)
鍛冶屋ニカ（ニカ・ナナウラ)
店主マルタン（マルタン・アップモント)
給仕アリヤ（アリヤ・マフヴァーシュ)、リリッケ（リリッケ・カドカ・リパティ)

### 森に生息するモンスター
モンスターカペル・クゥ（カペル・クゥ）
モンスターオーククリバーリ（クリバーリ）
モンスターベアーアズラワン（アズラワン）
モンスターキラーホズラーII（ホズラーII）

### ベネリット族
兵士ハイングラ（ハイングラ）
騎士ベギルベウ（ベギルベウ）
兵士デミギャリソン（デミギャリソン）
戦士ディランザ（ディランザ）
剣士ハインドリー（ハインドリー)
魔道士ザウォート（ザウォート）
貴騎士ディランザ（ディランザ グエル専用機）
ベネリット族ジェターク家の戦士達を束ねる。
貴騎士ミカエリス（ミカエリス）
ベネリット族グラスレー家の剣士を束ねる。
貴騎士ガンダム・ファラクト／モンスターファラクトドラゴン（ガンダム・ファラクト）
ベネリット族ペイル家の魔導士を束ねる。ガンドジェムが暴走してモンスター化したが変身
貴騎士グエル（グエル・ジェターク）
ベネリット族ジェターク家の次期当主。
貴騎士シャディク（シャディク・ゼネリ）
ベネリット族グラスレー家の次期当主。
貴騎士エラン（エラン・ケレス）
ベネリット族ペイル家の次期当主。
首長デリング（デリング・レンブラン）
ベネリット族は首長
呪術士ニューゲン（ニューゲン）、カル（カル）、ネボラ（ネボラ）、ゴルネリ（ゴルネリ）